# Mineplex
Mineplex foi um servidor multiplayer presente no jogo eletrônico Minecraft fundado em 24 de janeiro de 2013 por Gregory Bylos (também conhecido como Sterling_ e Spu_, e encerrado dia 15 de maio de 2023.O servidor foi um dos quatros servidores que tem oficialmente uma parceria com a Mojang, desenvolvedora do jogo.
O Mineplex atualmente é de propriedade do defek7, Caleb Applegate (conhecido como AppleG) e Strutt20, de acordo com os seus fóruns. Em meados de 2016, o Mineplex tinha milhões de jogadores únicos mensalmente. No auge, o servidor tinha cerca de 10.000 jogadores simultâneos num determinado momento, e quebrou um recorde do Guinness World Records em 28 de janeiro de 2015 por ter 34.434 jogadores simultâneos, a maioria em um servidor Minecraft na época.
A principal característica do servidor eram seus minijogos, mapas multiplayer especialmente modificados com muitos modos, e com diferentes desafios. Esses minijogos forneciam mecânica de jogabilidade vencível para o jogo sandbox. Eles eram divididos em categorias como minijogos Clássicos, Arcade, Campeões, Clãs e Feriados. Para pagar pelo servidor e seu desenvolvimento, o Mineplex vendia cosméticos no jogo e recursos especiais para os jogadores.

## História
O servidor foi fundado em 24 de janeiro de 2013 por Gregory Bylos, conhecido no Minecraft como "Sterling_" e "Spu_". O servidor estava entre os servidores Minecraft mais antigos que ainda estão em execução. O servidor recebeu grandes aumentos na contagem de jogadores após os vídeos do servidor serem enviados para Youtube por Jordan Maron. Em 2016, o Dallas Mavericks fez parceria com o Mineplex para criar o Dallas Mavericks World, um minigame para o servidor. De acordo com um comunicado de imprensa da equipe, ele permitirá aos jogadores competir na construção de competições e jogar um minigame de basquete em um modelo em escala real do American Airlines Center. O minijogo foi lançado no servidor no verão de 2016. No Guinness World Records 2016: Gamers Edition, o Mineplex foi listado como a rede de servidores Minecraft mais popular, com 34.434 jogadores no servidor ao mesmo tempo em 28 de janeiro de 2015. Este registro foi perdido para Hypixel no mesmo ano. A popularidade do Mineplex estava diminuído desde os anos de pico, e por fim atingia a média de cerca de 1.000 jogadores simultaneamente.

### Encerramento
No dia 12 de maio de 2023, tanto o site do Mineplex quanto os servidores dentro do Minecraft saíram do ar. Três dias depois, no dia 15 de maio, o Mineplex foi removido da lista de servidores do Minecraft: Edição Bedrock. No dia seguinte um dos administradores do Mineplex anunciou através do Discord que o servidor seria desligado permanentemente.

### Recomeço
No dia 26 de maio de 2023, 10 dias depois, um ex-administrador do servidor, Sam Dawahare, postou na plataforma X que ele tinha "adquirido 100% do Mineplex". A conta oficial do Mineplex repostou um dos tweets de Sam, onde ele também falava sobre a aquisição e disse que tinham um "novo time" e estavam "empolgados em voltar". O site oficial do servidor foi atualizado e começou a exibir uma mensagem que dizia: "Estamos ansiosos para ver todos vocês quando nós relançarmos.". De acordo com a biografia da conta do servidor no X, "notícias empolgantes virão em 15 de setembro de 2023".